# پرچم عربستان سعودی
پرچم عربستان سعودی برای اولین بار در ۱۵ مارس ۱۹۷۳ به رسمیت شناخته شد. به‌عنوان پرچم استان و نشان جنگ و نشان استان و نشان نیروی دریایی شناخته می‌شود و همچنین دارای تناسب ۲:۳ با زمینه سبز می‌باشد.

## دیگر پرچم‌های استفاده شده

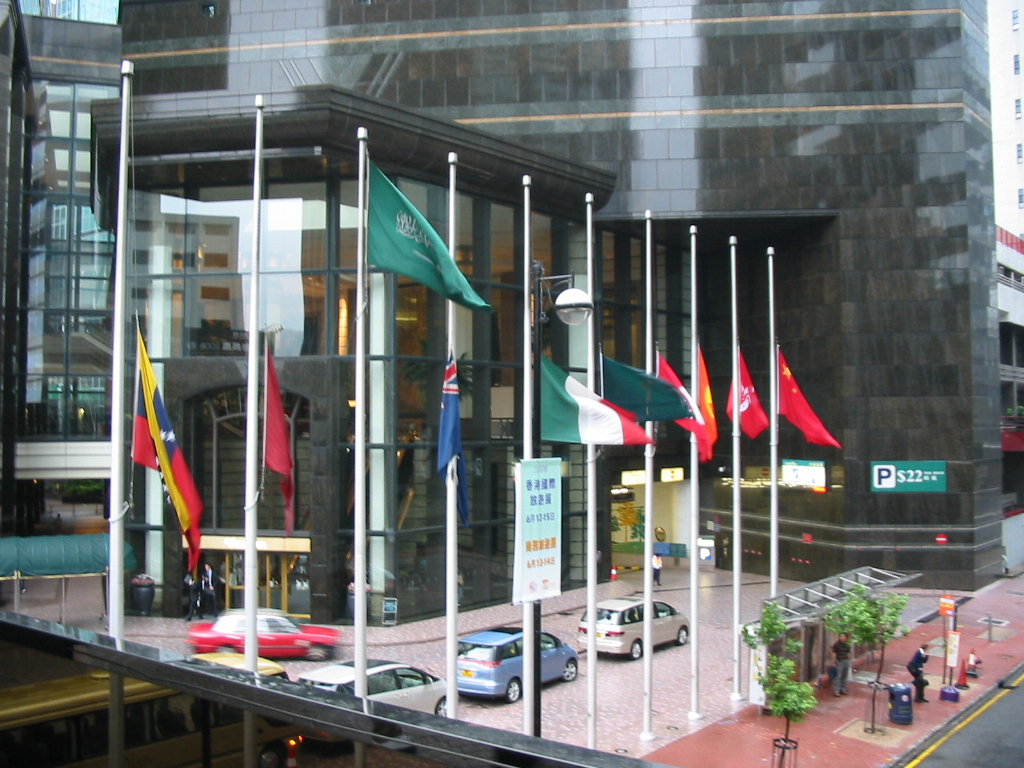
پرچم عربستان سعودی هرگز نیمه افراشته نیست
